# Earth Star Entertainment
Earth Star Entertainment (яп. 株式会社アース・スター エンターテイメント, Kabushiki Gaisha Āsu Sutā Entāteimento) — японське видавництво, яке раніше базувалося в Шібуї, Токіо. Вони переїхали до району Каміосакі, Шінаґава, Токіо. Обліковується за методом участі в капіталі Culture Convenience Club і було засноване 5 червня 2006 року. Окрім видання журналів та фотокниг, компанія також виробляє та продає домашнє відео і музику. Вона також займається менеджментом японських телезірок і видає щомісячний журнал манґи Comic Earth Star, а також випускає манґу під лінією Earth Star Comics.

## Публікації
- Comic Earth Star
- Poly Fukuro Recipe (яп. ポリ袋レシピ, Pori Fukuro Reshipi)
- Kyūkyoku! Zettai Ryōiki!! Collection (яп. 究極!絶対領域!!コレクション, Kyūkyoku! Zettai Ryōiki!! Korekushon)
- Prometheus[10]